# یونس جیلان
یونس جیلان (انگلیسی: Yunus Ceylan؛ زادهٔ ۲۵ دسامبر ۱۹۷۹) بازیکن فوتبال اهل ترکیه است.
از باشگاه‌هایی که در آن بازی کرده‌است می‌توان به باشگاه فوتبال مانیسااسپور اشاره کرد.